# Воздушная почта
Возду́шная по́чта, также аэропо́чта, — общее понятие для транспортировки почтовых отправлений воздушным путём с использованием разнообразных средств — от почтовых голубей до всевозможных воздушных судов.

## История

### Голубиная почта
Наиболее древним способом пересылки писем по воздуху является голубиная почта. Почтовые голуби применялись для доставки сообщений вплоть до XX века.
В качестве носителей для передачи сообщений, помимо голубей, также использовались пчёлы.

### Орудийная почта
В XV—XVI веках применяли орудийную (или шаровую) почту для доставки письменных сообщений по воздуху посредством почтовых орудий. Последние стреляли специальными ядрами, внутрь которых закладывалась корреспонденция.

### Использование летательных аппаратов
С XIX века для почтовой связи стали применять летательные аппараты, которые были легче воздуха, — аэростаты (воздушные шары) и дирижабли, что дало толчок к созданию баллонной (аэростатной) и дирижабельной почт. С появлением в начале XX века аппаратов тяжелее воздуха — самолётов, — началось бурное развитие авиапочты, при значительно меньшем распространении вертолётной и планерной почт. В советской почтовой терминологии до 1932 года авиапочта официально называлась «воздушной почтой».

#### Баллонная (аэростатная) почта
Первая доставка корреспонденции воздушным судном состоялась 7 января 1785 года и была осуществлена на воздушном шаре из английского города Дувра во Францию в окрестности Кале.
Во время первого полёта на воздушном шаре в Северной Америке 9 января 1793 года из Филадельфии в Дептфорд (тауншип), штат Нью-Джерси) Жан-Пьер Бланшар вёз личное письмо Джорджа Вашингтона, предназначенное для вручения владельцу земельного участка, на котором приземлится Бланшар. Благодаря этому факту полёт стал первой доставкой воздушной почты в США.
Первая официальная доставка воздушной почты в США состоялась 17 августа 1859 года, когда Джон Уайз пилотировал воздушный шар, стартовавший в городе Лафайете в штате Индиана с пунктом назначения в Нью-Йорке. Погодные условия вынудили его приземлиться в Крофордсвилле (штат Индиана), а почта была доставлена к месту назначения поездом. В 1959 году в ознаменование этого события Почтовая служба США выпустила авиапочтовую марку номиналом в 7 центов (Sc #С54).
Во время франко-прусской войны (1870—1871) почта из Парижа и Меца также вывозилась на воздушных шарах, пролетавших над головами немцев, осаждавших эти города. Во время полёта на воздушном шаре 1877 года в Нашвилле (штат Теннесси) также была произведена перевозка почты.

#### Дирижабельная почта
В 1900-х — 1930-х годах воздушная почта также перевозилась дирижаблями, и этот её вид известен как дирижабельная почта. Особенна заметна роль немецких цеппелинов: многие страны выпустили специальные марки для цеппелинной почты.

#### Авиапочта
Появление в 1903 году аэропланов сразу же вызвало интерес к привлечению их к перевозке почты. На протяжении XX века авиапочта стала основным средством доставки почтовой корреспонденции и посылок.

#### Ракетная почта
В конце XIX века и с 1930-х годов в некоторых странах пробовали использовать ракетную почту.